# Daniel Bragg
Daniel Bragg (* 3. August 1992 in Sydney) ist ein australischer Fußballspieler.

## Karriere
Bragg kam 1992 als Sohn einer chilenischen Mutter und eines australischen Vaters in Sydney zur Welt. Er spielte im Nachwuchsbereich der Blacktown City Demons und gehörte zu den herausragenden Talenten seines Jahrgangs. 2007 zeigte Bragg Anzeichen von Lethargie, Appetitlosigkeit und Schwellungen, die im März 2008 auf ein akutes Nierenversagen zurückgeführt wurden. Nach mehreren fehlgeschlagenen Therapien mit Medikamenten und Dialysen, die zudem körperlich fatale Auswirkungen hatten, schien seine Fußballerlaufbahn beendet. Erst eine Nierentransplantation – Spender war sein Vater – ermöglichte Bragg die Fortsetzung seiner Karriere.
Nachdem Bragg als Schüler der Westfields Sports High School als Freiwilliger bei einem Trainer-Lehrgang Miron Bleiberg, Trainer des Profiteams von Gold Coast United, aufgefallen war, trat er ab 2010 für das Jugendteam von Gold Coast United in der A-League National Youth League in Erscheinung und kam beim Gewinn der Nachwuchsmeisterschaft 2010/11 zu neun Einsätzen. Sein Profidebüt in der A-League gab Bragg unter Bleiberg am 12. Februar 2012, als er bei einer 1:2-Niederlage im Heimspiel gegen Adelaide United in der Startaufstellung stand. In den folgenden Wochen, als dem Klubeigentümer die Lizenz entzogen wurde und die Mannschaft unter Verantwortlichkeit des australischen Fußballverbandes die Saison beendete, kam er zu zwei weiteren Einsätzen als Einwechselspieler. Nach Beendigung der Saison wurde die Mannschaft aufgelöst und Bragg schloss sich für die Saison 2012 wieder Blacktown City an, für die er in der NSW Premier League spielte. Im September 2012 trat er dem Jugendteam der Central Coast Mariners bei und spielte auch für das Farmteam Central Coast Mariners Academy in der National Premier Leagues NSW. Hauptberuflich ist Bragg als Barista in Western Sydney tätig.